# Raucharme Schicht
Die raucharme Schicht ist der Abstand zwischen Fußboden und Unterseite der Rauchgasschicht. Sie dient als Grundlage zur Berechnung von Rauch- und Wärmeabzugsanlagen.
Der Begriff „raucharm“ ersetzt in den Brandschutznormen und Regelwerken den zuvor verwendeten Ausdruck „rauchfrei“, um den Zustand physikalisch treffender zu beschreiben und den Wortlaut an aktuelle Gesetze und Verordnungen anzupassen. Die Anforderungen an die Konditionen der Luft haben sich aber durch die Begriffskorrektur natürlich nicht geändert. Deshalb kann daraus beispielsweise keine Erhöhung der CO2-Konzentration oder die Verringerung der Sichtweite für die raucharme Schicht abgeleitet werden.
Die raucharme Schicht hat eine Mindesthöhe von 2,50 m und erfüllt mehrere Zwecke:
Sie ermöglicht Personen die Flucht aus dem brennenden Gebäude, die Eigen- und Fremdrettung sowie Feuerwehr und Rettungskräften ein schnelles Auffinden des Brandherdes und damit eine zügige Bekämpfung des Feuers. Sie verhindert oder verringert weitere Schäden durch Brandgase und thermische Zersetzungsprodukte an den Einrichtungen oder Gebäuden.